# Myotis pilosus
Myotis pilosus је врста слепог миша из породице вечерњака (лат. Vespertilionidae).

## Распрострањење
Врста је присутна у Вијетнаму, Кини, Лаосу и Хонгконгу.

## Станиште
Врста Myotis pilosus има станиште на копну.

## Угроженост
Ова врста је на нижем степену опасности од изумирања, и сматра се скоро угроженим таксоном.

### Популациони тренд
Популација ове врсте се смањује, судећи по расположивим подацима.